# Борис Грегорка
Борис Грегорка (Брезина Брежице, 2. август 1906 — Љубљана, 19. март 2001) био је југословенски гимнастичар, словеначког порекла. Био је репрезентативац, тренер, водник и међународни судија у спортској гимнастици. 
Учесник је Летњих олимпијских игара 1928. у Амстердаму и 1936. у Берлину и Светским првенствима 1930. у Луксембургу и 1938. у Прагу. 
После Другог светског рата судија и водник гимнастичке репрезентације Словеније и Југославије на важнијим такмичењима до Олимпијских игара 1964. у Токију. Његов највећи тренерски успех је освајање титуле светског, олимпијског и европског првака његовог ученика Мирослава Церара у дисциплини коњ са хватаљкама.
Године 1970. примио је одликовање Светске гимнастичке ферерације (ФИГ) (фр. Fédération Internationale de Gymnastique Reconnaissante). Уз остала признања и одликовања, 1967. доделељена му је Блоудекова награда Савеза за физичку културу Словеније.

## Резултати Бориса Грегорке на значајнијим такмичењима
| ОИ   | Дисциплина          | Пласман | Резултат        |
| ---- | ------------------- | ------- | --------------- |
| 1928 | Вратило             | 38      | 49,74 бода      |
| 1928 | Кругови             | 37-38   | 49,25 бодова    |
| 1928 | Коњ с хватаљкама    | 42-42   | 47,75 бодова    |
| 1928 | Прескок             | 37-38   | 25,750 бодова   |
| 1928 | Разбој              | 34-35   | 48,50 бодова    |
| 1928 | Вишебој појединачно | 33      | 221,000 бодова  |
| 1928 | Вишебој екипно      | 3       | 1648,750 бодова |
| 1936 | Вратило             | 68      | 15,767 бодова   |
| 1936 | Кругови             | 80-81   | 14,300 бодова   |
| 1936 | Коњ с хватаљкама    | 62-63   | 15,600 бодова   |
| 1936 | Прескок             | 50-51   | 14,433 бода     |
| 1936 | Разбој              | 86      | 13,733 бода     |
| 1936 | Партер              | 90      | 14,400 бодова   |
| 1936 | Вишебој појединачно | 78      | 90,233 бода     |
| 1936 | Вишебој екипно      | 6       | 598,366 бодова  |

## Састави репрезентација са којима је Борис Грегорка освајао медаље
- Олимпијске игре 1928. бронза

Леон Штукељ, Јосип Приможич, Антон Малеј, Едвард Антосијевич, Драгутин Циоти, Стане Дерганц, Борис Грегорка, Јанез Порента,
- Светско првенство 1930. бронза

Леон Штукељ, Јосип Приможич, Антон Малеј, Борис Грегорка, Рафаел Бан Петар Суми, Нели Жупанчич, Стане Жилић
- Светско првенство 1938. бронза

Јосип Приможич, Борис Грегорка, Стјепан Болтисар, Мирослав Форте, Јосип Кујунџић, Јанез Пристов, Милош Скрбиншек, Јоже Ваднов